# Greg Rogers
Greg Rogers (n. 14 august 1948, Sydney, Noul Wales de Sud, Australia) este un înotător ce a reprezentat Australia, medaliat olimpic. A participat la 2 ediții ale Jocurilor Olimpice (1968, 1972) în care a câștigat două medalii de argint și o medalie de bronz.